# Antrophyum wallichianum
Antrophyum wallichianum är en kantbräkenväxtart som beskrevs av Michael George Gilbert och X.C.Zhang. Antrophyum wallichianum ingår i släktet Antrophyum och familjen Pteridaceae. Inga underarter finns listade.